# Charles Lucas
Charles Lucas (28. července 1808 Salisbury – 23. března 1869 Londýn) byl anglický violoncellista, dirigent, skladatel a hudební pedagog.

## Život
Charles Lucas se narodil 28. července 1808 v Salisbury v anglickém hrabství Wiltshire. Základní hudební vzdělání získal jako sborista salisburské katedrály. V roce 1815 vstoupil na Královskou hudební akademii v Londýně. Studoval hru na violoncello u Roberta Lindleye a skladbu u William Crotche. Během studia posbíral několik cen a po absolvování Akademie se v roce 1824 stal na škole pedagogem. Mezi žáky byli i jeho pozdější nástupci ve funkci ředitele Akademie: William Sterndale Bennett, George Alexander Macfarren a Alexander Mackenzie.
Po odchodu z akademie v roce 1830 byl jmenován do soukromého orchestru královny Adelaidy a stal se učitelem hudby prince Jiřího. Působil jako violoncellista v londýnských orchestrech. Miloval komorní hudbu a podílel se na britských premiérách mnoha komorních skladeb, včetně pozdních Beethovenových smyčcových kvartetů.
V roce 1832 se stal dirigentem Královské hudební akademie (Royal Academy of Music). Mimo jiné řídil dvě provedení Beethovenovy 9. symfonie (1835 a 1836). V roce 1859 se stal ředitelem Akademie. V této funkci setrval až do svého odchodu do důchodu v roce 1866. Zemřel o tři léta později 23. března 1869 ve svém domě v Londýně, ve věku šedesáti let. Na jeho počest uděluje Královská akademie hudby svým studentům medaili za kompozici.

## Dílo
Lucasovo dílo zahrnuje tři symfonie, smyčcová kvarteta, sbory, písně a Concertino pro violoncello. Napsal rovněž operu The Regicide na libreto Pietra Metastasia.